# مرض جهازي
الداء الشامل أو المرض العام أو المرض غير الموضعي أو الداء الجهازي أو المرض الجهازي (بالإنجليزية: Systemic disease)‏ هو المرض الذي يؤثر على مجموعة الأعضاء والأنسجة أو يؤثر على الجسم بأكمله.

## أمثلة
- متلازمة التعب المزمن.
- الالتهابات الوعائية كالذئبة الحمامية والتهاب الشرايين العقدي المتعدد.
- الغرناوية.
- السكري.
- التهاب القولون التقرحي.
- ارتفاع ضغط الدم.
- المتلازمة الأيضية.
- الإيدز.
- الدراق الجحوظي.
- الذئبة الحمامية الشاملة.
- التهاب المفاصل الروماتويدي.
- التصلب العصيدي.
- فقر الدم المنجلي.
- الوهن العضلي الوبيل.